# Герб Барани
Герб Барани (бел. Герб Барані) — официальный геральдический символ города Барани Оршанского района Витебской области Беларуси.

## История
Герб Барани был утверждён Указом Президента Республики Беларусь от 20 января 2006 года № 36 и зарегистрирован в Государственном геральдическом регистре Республики Беларусь 6 февраля 2006 года.

## Описание
Герб города Барани представляет собой изображение в голубом поле испанского щита пониженного золотого вилообразного креста, в центре которого находится охотничий рожок натурального цвета, сверху — серебряный кавалерский крест.

## Использование
Герб города Барани является собственностью города Барани, правом распоряжения которой обладает Бараньский городской исполнительный комитет.
Изображение герба города Барани размещается на зданиях, в которых расположены органы местного управления и самоуправления города Барани, а также в помещениях заседаний этих органов и в служебных кабинетах их руководителей. Изображение герба города Барани может размещаться в тех местах города Барани, где в соответствии с белорусским законодательством предусматривается размещение изображения Государственного герба Республики Беларусь.
Изображение герба города Барани может использоваться также во время государственных праздников и праздничных дней, торжественных мероприятий, проводимых государственными органами и иными организациями, народных, трудовых, семейных праздников и мероприятий, приуроченных к памятным датам.
Право на использование изображения герба города Барани в иных случаях может быть предоставлено по решению Бараньского городского исполнительного комитета.